# Nannotrigona melanocera
Nannotrigona melanocera är en biart som först beskrevs av Schwarz 1938.  Nannotrigona melanocera ingår i släktet Nannotrigona och familjen långtungebin. Inga underarter finns listade i Catalogue of Life.